# Rhanteriopsis
Rhanteriopsis là một chi thực vật có hoa trong họ Cúc (Asteraceae).

## Loài
Chi Rhanteriopsis gồm các loài: